# Funktionstraining
Funktionstraining ist ein von Krankengymnastik-Experten in Zusammenarbeit mit der Deutschen Rheuma-Liga entwickeltes Therapie-Konzept für behinderte und von einer Behinderung bedrohte Menschen. Funktionstraining ist insbesondere bei Erkrankungen des Stütz- und Bewegungsapparats angezeigt, jedoch auch bei anderen Erkrankungen des rheumatischen Formenkreises.

## Therapie-Konzept
Beim Funktionstraining handelt es sich um bewegungstherapeutische Übungen in der Gruppe, die als Warmwassergymnastik oder Trockengymnastik unter fachkundiger Leitung durchgeführt werden. Das Funktionstraining wirkt besonders mit den Mitteln der Krankengymnastik und/oder Ergotherapie gezielt auf körperliche Strukturen ein.
Vom Rehabilitationssport (kurz: Rehasport) unterscheidet es sich sowohl in der Zielgruppe wie in den Therapie-Zielen und demzufolge auch in den Trainingsmethoden. Während letzterer als typischer Sport anzusehen und mehr leistungsorientiert ist (deshalb: „unter ärztlicher Betreuung und Überwachung“) mit dem Ziel der vollen Wiedereingliederung z. B. nach Unfällen, ist das Funktionstraining („unter fachkundiger Anleitung und Überwachung“) organorientiert und wendet sich vorwiegend an Patienten mit chronischen Erkrankungen und Beschwerden.
Leitgedanken sind die folgenden Ziele:
- Erhalt und Verbesserung von Funktionen vornehmlich des Bewegungsapparates
- Hinauszögern von Funktionsverlusten einzelner Organsysteme / Körperteile
- Schmerzlinderung, ggf. in Ergänzung zu notwendiger Medikation
- Kraft, Ausdauer und Koordinationsfähigkeit zu stärken
- Erhöhung der Beweglichkeit und allgemeinen Fitness
- Unterstützung bei der Krankheitsbewältigung durch Austausch mit ähnlich Betroffenen und gegenseitige Motivation in der Gruppe
- Soziale (Selbst-)Ausgrenzung zu vermeiden
- Langfristige Hilfe zur Selbsthilfe

Funktionstraining wurde ursprünglich für die Behandlung von typischen rheumatischen Erkrankungen entwickelt, kommt aber heute bei jeder Beeinträchtigung der körperlichen Funktionen, wie z. B. bei Beschwerden am Stütz- und Bewegungsapparat, Gelenkbeschwerden, Osteoporose etc. sowie bei Schmerzen im Bereich von Muskulatur, Sehnen und Fascien (z. B. Fibromyalgie) in Betracht.
Seine Bedeutung erlangte es mit der Anerkennung als Leistung durch die Sozialversicherungsträger als Kostenträger.

## Verordnung und Genehmigung
Nach entsprechender Diagnose kann das Funktionstraining (wie auch der Rehasport) prinzipiell durch jeden Fach- oder Allgemeinarzt verordnet werden. Im Unterschied zu Krankengymnastik etc. unterliegen beide nicht den Heilmittel-Budgetrichtlinien für niedergelassene Ärzte. Dafür müssen sie aber vor Beginn der Maßnahme vom Kostenträger genehmigt werden. Es handelt sich hierbei um so genannte Ergänzende Maßnahmen nach § 64 Abs. 1 Nr. 3 und 4 des Neunten Buches Sozialgesetzbuch (SGB IX). Sie werden primär von den Krankenkassen mit dem Ziel der Hilfe zur Selbsthilfe zur Verfügung gestellt und über einen begrenzten Zeitraum bewilligt, der für das Funktionstraining in der Regel 12 Monate, bei entsprechender Diagnose 24 Monate beträgt; für eine Verlängerung wird kassenseitig eine entsprechende Begründung des behandelnden Arztes gefordert. Als Maßgabe für die Dauer der Bewilligung gilt: Nach den Richtlinien für das Funktionstraining werden die Leistungen durch die gesetzlichen Krankenversicherungen „so lange erbracht, wie sie im Einzelfall notwendig, geeignet und wirtschaftlich sind“. Die Notwendigkeit für Funktionstraining kann erneut nach ambulanten oder stationären Leistungen zur medizinischen Rehabilitation bestehen .
Besteht am Ende einer Rehabilitationsmaßnahme die Indikation für Funktionstraining, kann der verantwortliche Arzt der Reha-Klinik dieses für 6 bis längstens 12 Monate verordnen. In diesem Fall ist Kostenträger die Deutsche Rentenversicherung, und es ist keine weitere Genehmigung erforderlich.
Voraussetzung für die Bewilligung ist, dass die Selbsthilfegruppe als Leistungserbringer von der zuständigen Arbeitsgemeinschaft Rehabilitation zertifiziert ist. Dazu gehört neben der geeigneten Übungsstätte die Qualifikation der für die Gruppenleitung eingesetzten Therapeuten (spezifische Berufsbilder sind Voraussetzung), die hierfür eine spezielle Schulung als Übungsleiter in Rheuma-Gruppen erhalten.

## Therapie-Ablauf
Das Funktionstraining wird überwiegend von gemeinnützigen Vereinen wie z. B. Untergliederungen der Deutschen Rheuma-Liga oder des OSD angeboten.
Die Übungsveranstaltungen – Trocken- und/oder Wassergymnastik – finden zu festgelegten Zeiten i. d. R. je 1× wöchentlich je Übungsart statt und dauern gewöhnlich 30 Minuten (Trocken) bzw. 15 Minuten (Wasser). Als maximale Teilnehmerzahl sind 15 Personen zugelassen. Der Einstieg in eine Gruppe ist bei der Rheuma-Liga im Allgemeinen (je nach Platzangebot) jederzeit möglich.
Als Trainingshilfen bei Trockengymnastik (oft auf Hockern) werden einfache Geräte wie z. B. Spielbälle, Igelbälle, Therabänder, Seile, Stangen, Reifen, leichte Hanteln verwendet, bei Wassergymnastik analog z. B. Schwimmnudeln, Wasserhanteln, Wasserbretter, Stangen, CM-Bänder... Der Einsatz von maschinellen Geräten wie im Sportstudio ist nicht zulässig.

## Abrechnung
Jeder Teilnehmer hat seine Teilnahme an den einzelnen Übungsveranstaltungen durch Unterschrift zu bestätigen. Dies ist erforderlich als Nachweis gegenüber den Kostenträgern, gegenüber Selbstzahlern und Privatpatienten als Basis für die Rechnungstellung.
Zur Intensivierung des Therapieerfolgs werden von den Selbsthilfegruppen jeweils im Anschluss an das Funktionstraining oft ergänzende Bewegungsübungen angeboten. Zur Deckung der daraus resultierenden Zusatzkosten müssen sie dafür einen entsprechenden Kostenbeitrag erheben.
Die Anerkennung der Gruppen erfolgt durch die Landesverbände der Deutschen Rheuma-Liga oder durch Arbeitsgemeinschaften auf Landesebene aller am Funktionstraining beteiligten Rehabilitationsträger, Verbände und Institutionen. In Bayern obliegt die Zertifizierung ausschließlich der ARGE Reha-Sport.
Seit Inkrafttreten des SGB IX zum 1. Januar 2001 besteht ein Rechtsanspruch auf das Funktionstraining für Versicherte jeden Alters. Vor Inanspruchnahme des Funktionstrainings ist ein Antrag (Verordnungsblatt) an den Leistungsträger zu stellen.
Basis ist die Rahmenvereinbarung in der Neufassung vom 1. Oktober 2007 zwischen den
- Gesetzlichen Krankenkassen
- Träger der Gesetzlichen Unfallversicherung
- Träger der Gesetzlichen Rentenversicherungen,
- Träger der Kriegsopferversorgung

als Kostenträgern und
- Bundesselbsthilfeverband Osteoporose
- Deutscher Behindertensportverband
- Deutsche Gesellschaft für Prävention und Rehabilitation von Herz und Kreislauferkrankungen
- Deutsche Rheuma-Liga Bundesverband.

Am 1. Januar 2011 trat die neue Rahmenvereinbarung über den Rehabilitationssport und Funktionstraining in Kraft. Ziffer 4.7 der Neufassung regelt, dass Übungen an technischen Geräten, die zum Muskelaufbau oder zur Ausdauersteigerung dienen (z. B. Sequenztraininggeräte, Seilzüge, Hantelbänke/Freihanteln, geführte Krafttrainingsgeräte, Laufbänder, Rudergeräte, Crosstrainer etc.) definitiv ausgeschlossen sind.
Die Selbsthilfegruppen rechnen im Rahmen eines spezifisch geregelten Ablaufs (VFR) periodisch (halbjährlich) die aufgelaufenen Vergütungen für ihre Teilnehmer mit den Kostenträgern ab; i. d. R. sind dafür ihre Landesverbände sowie Abrechnungsdienstleister zwischengeschaltet. Die Vergütungen für privatversicherte Teilnehmer und solche ohne Kostenzusage ihrer Krankenversicherung (Selbstzahler) stellen die Selbsthilfegruppen den Teilnehmern direkt in Rechnung.

## Weitere Quellen
- Leitfaden Funktionstraining (Stand 11.02.2019) für ehrenamtliche Verantwortliche innerhalb der Deutschen Rheuma-Liga Landesverband Bayern e.V.
- Rahmenvereinbarung über den Rehabilitationssport und das Funktionstraining der Bundesarbeitsgemeinschaft für Rehabilitation (BAR) in der Fassung vom 01.01.2011